# Sabena
Sabena war von 1923 bis zu ihrer Liquidation 2001 die nationale Fluggesellschaft Belgiens mit Sitz in Brüssel und Basis auf dem Flughafen Brüssel-Zaventem. Teile der Gesellschaft leben in der heutigen Fluggesellschaft Brussels Airlines fort.

## Geschichte

### 1923–1939

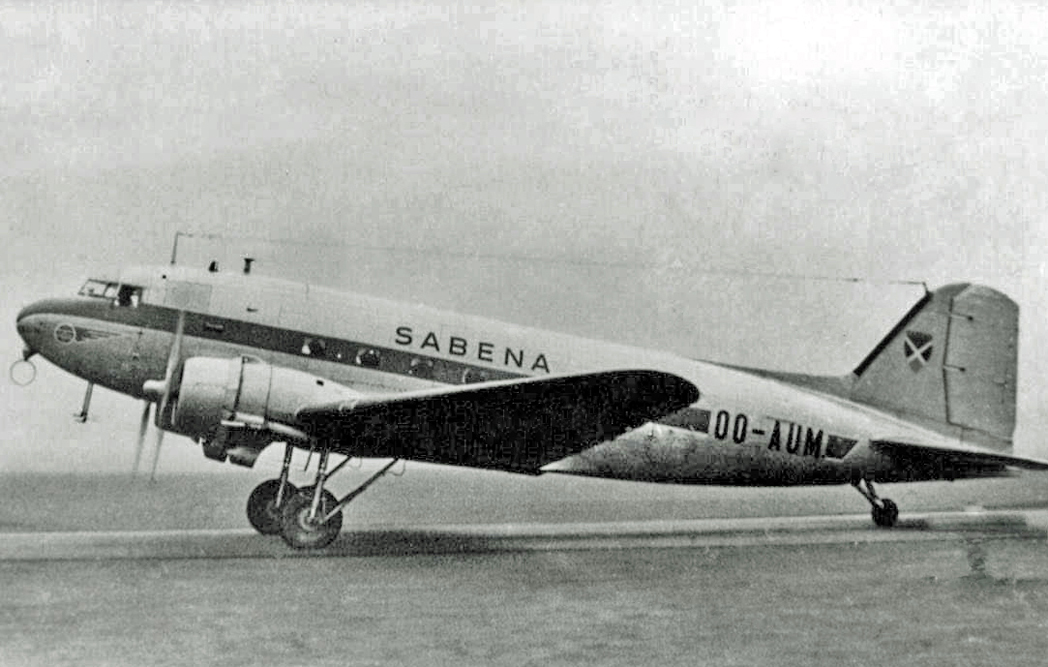
Eine Douglas DC-3 der Sabena im Jahr 1949

Sabena – Akronym für Société Anonyme Belge d’Exploitation de la Navigation Aérienne – ging am 23. Mai 1923 als belgische Staatslinie in Betrieb. Sie war aus der SNETA (Syndicat national pour l’Etude des Transports Aériens), der 1919 gegründeten staatlichen Fluggesellschaft, hervorgegangen.
Der erste Frachtflug mit einer de Havilland DH-9 der Sabena wurde am 23. Mai 1923 mit Zwischenlandung in Ostende nach Lympne in Kent (Großbritannien) durchgeführt, und der erste Passagierflug fand am 1. April 1924 von Rotterdam aus mit einem Zwischenstopp in Brüssel nach Straßburg statt. Schon bald wurde das Streckennetz auf Amsterdam und Basel (über Strasbourg), später nach London, Bremen, Essen/Mülheim, Köln und Kopenhagen ausgeweitet.
Zum Teil war die Sabena auf Initiative von Belgiern im Kongo gebildet worden, die erst im Jahr zuvor ihre erste eigene Passagier- und Fracht-Gesellschaft L.A.R.A mit Verbindungen zwischen Leopoldville (heute Kinshasa), Lisala und Stanleyville (heute Kisangani) verloren hatten. Die neue nationale Airline sollte diese Lücke nun füllen – und tatsächlich nahm sie schon 1925 eine Verbindung in den belgischen Kongo in Betrieb – eine abenteuerliche Unternehmung in dieser frühen Phase der Luftfahrtgeschichte.
Für ihre Kongo-Kampagne entschied sich die Sabena für den Einsatz von Überlandflugzeugen und begann an mehreren Stellen der Kolonie, Flugplätze zu bauen. Dieses Programm war 1926 abgeschlossen und man begann, ausgehend von der Hauptroute Boma-Leopoldville-Elisabethville (Lubumbashi) (eine 900 km lange Strecke über dichten Dschungel), den kommerziellen Betrieb. Zuerst wurden Maschinen von de Havilland eingesetzt, später dreimotorige Flugzeuge des Typs Handley Page W8f mit zehn Sitzen.
Bis zum Jahr 1931 war die Flotte der Sabena, inklusive ihrer Afrika-Tochter, bereits auf 43 Maschinen angewachsen. Auf den meisten europäischen Strecken kamen Fokker-7B und -7A-Maschinen zum Einsatz. Die für das Kongo-Flugnetz vorgesehenen Flugzeuge wurden nur in den seltensten Fällen ab Werk dorthin ausgeflogen; zumeist erfolgte die Lieferung auf dem Wasserweg. Ein Flug von Belgien aus in den Kongo dauerte anfangs noch fast eine Woche, doch im Laufe der 1930er Jahre konnte die Sabena bessere Überflugrechte gemeinsam mit Air France und Lufthansa aushandeln und die Flugzeiten erheblich abkürzen: erst auf fünfeinhalb, später (unter Benutzung des damals schnellsten Langstreckenflugzeugs, einer Savoia Marchetti SM.73) auf nur noch vier Tage.
In Europa wurde das Streckennetz in den 1930er Jahren beständig ausgebaut (am Vorabend des Zweiten Weltkrieges betrug es beinahe 6000 Kilometer) und größtenteils mit der damals erfolgreichen Junkers Ju 52 bedient.

### 1939–1946
Mit dem Ausbruch des Zweiten Weltkrieges kam beinahe der gesamte zivile Luftverkehr in Europa zum Erliegen, viele Maschinen wurden zu Kriegszwecken eingesetzt. Dennoch gelang es den Belgiern – während des gesamten Krieges – ihre Kongo-Route, eine der Hauptschlagadern des Verkehrs von und nach Zentralafrika, beinahe unterbrechungsfrei aufrechtzuerhalten.

### 1946–1960

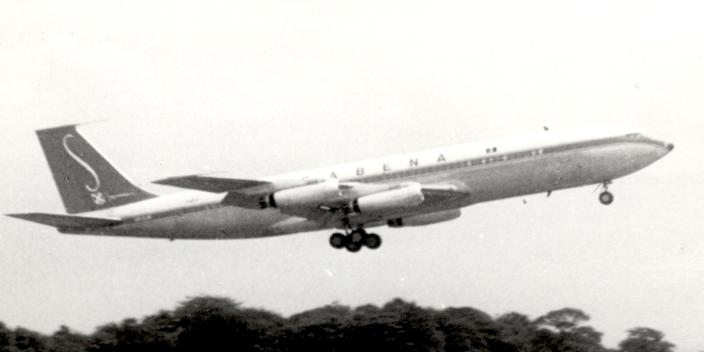
Boeing 707 der Sabena (1960)

Als der Krieg und die Besetzung Belgiens beendet waren, nahm die Sabena auch innerhalb Europas ihre Strecken wieder in Betrieb – zunächst mit Douglas DC-3, die den europäischen Fluggesellschaften von den USA zur Verfügung gestellt wurden. Der offizielle Name der Gesellschaft wurde in SABENA – Belgian World Airlines geändert. Am 4. Juni 1947 überquerte ein Sabena-Flugzeug erstmals den Atlantik und erreichte New York.
Im Jahr 1949 erwarb Sabena eine 72,3%ige Beteiligung an der belgischen Fluggesellschaft Sobelair. Sobelair blieb als eigenständiges Tochterunternehmen bestehen und führte im Anschluss Charterflüge sowie Zubringerdienste für die Sabena durch.
Die 1950er Jahre standen ganz im Zeichen der Modernisierung – die Flotte der Sabena wurde durch neue Maschinen von Douglas und Convair für ein weltweites Streckennetz ausgebaut. Die Kongo-Route blieb jedoch eines der wichtigsten Standbeine der Belgier.
Ab dem 1. September 1953 bis Mitte der 1960er Jahre unterhielt die Fluggesellschaft Helikopterlinien für Passagiere. Bedient wurden von Brüssel aus die teils eigens dafür als Sabena-Heliports errichteten Hubschrauber-Flugplätze Rotterdam, Antwerpen, Lille, Eindhoven, Maastricht, Lüttich, Luxemburg, Paris, Dortmund, Duisburg, Köln und Bonn. Geflogen wurden die Strecken zunächst mit Sikorsky S-55, später mit Sikorsky S-58. Schon im ersten Betriebsjahr wurden auf 3.500 Linienflügen 12.544 Passagiere befördert, was Sabena dato den Status der weltweit erfolgreichsten Hubschrauberlinie einbrachte.

### 1960–1990

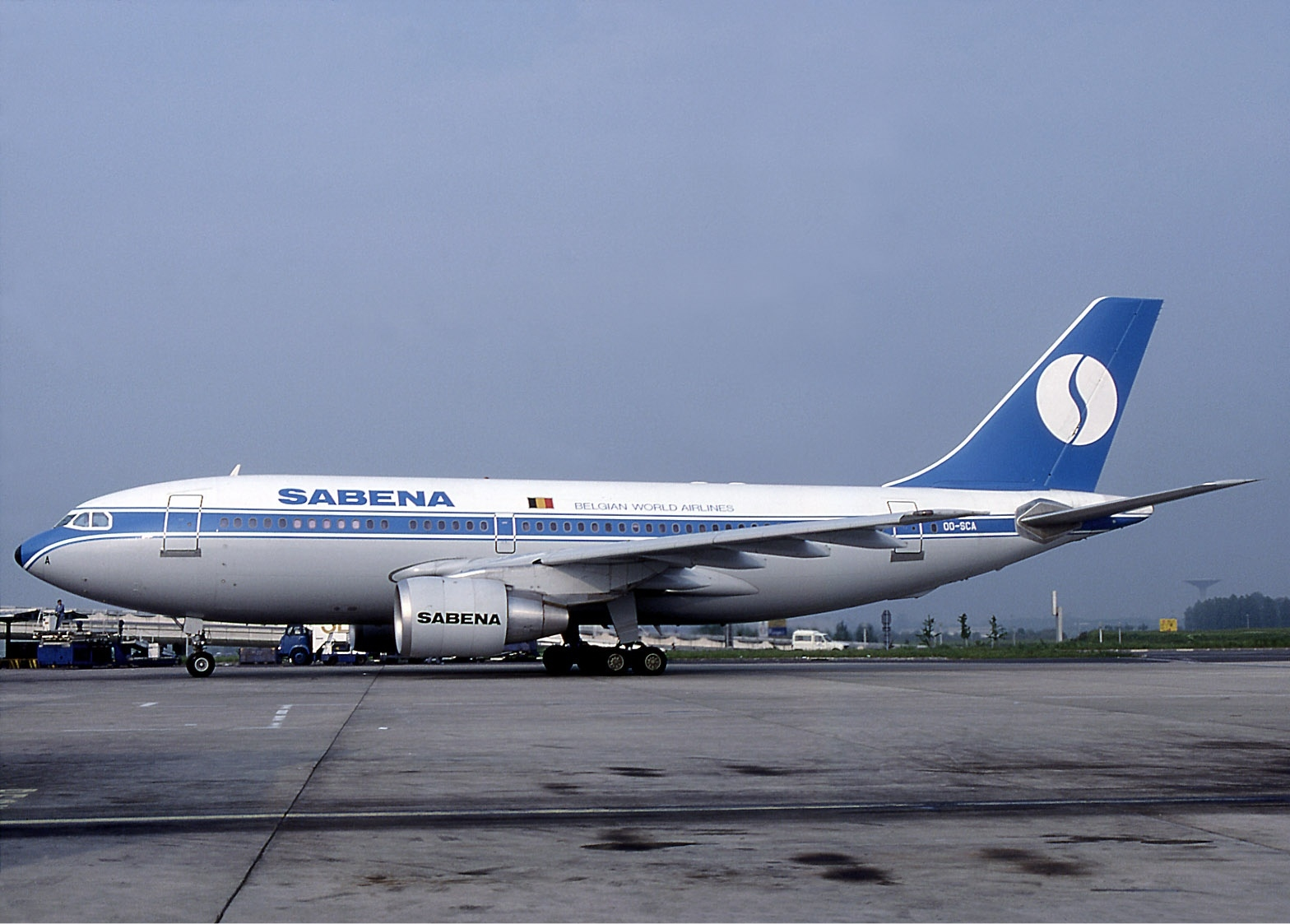
Ein Airbus A310-200 der Sabena (1985)

Das Jahr 1960 bedeutete einen radikalen Umbruch für die Sabena: Die Kolonie Belgisch-Kongo wurde in die Unabhängigkeit entlassen, was unweigerlich auch Auswirkungen für das Afrika-Engagement der Gesellschaft hatte. Während der „Kongo-Wirren“ der Jahre 1960 und 1961 flohen die meisten Belgier in überfüllten Sabena-Maschinen aus dem Krisengebiet, und das engmaschige Streckennetz, das seit den 1920er-Jahren mit großem Eifer in der Kolonie errichtet worden war, wurde nun von der neuen Air Congo übernommen, an der die Sabena nur noch eine 30%ige Minderheitsbeteiligung hielt.
Ein Umbruch anderer Art wurde durch das Aufkommen der Strahlflugzeug-Technik herbeigeführt: mit der neuen Boeing 707 war die Sabena die erste Fluggesellschaft des europäischen Festlandes, die eine Jetverbindung nach Amerika anbot. 1961 wurden die Mittelstreckenflüge fast vollständig auf die neue Caravelle umgestellt, wovon man sich einen Effizienzgewinn versprach. Am 14. März 1969 gründete Sabena zusammen mit Air France, Alitalia und Lufthansa das ATLAS-Konsortium. In den 1970er-Jahren dominierten Boeing-Maschinen die belgische Flotte, 1984 kamen die ersten Airbus-Maschinen hinzu. Gleichzeitig begann die Sabena ihr Streckennetz nach West- und Zentralafrika auszubauen.

### 1990–2001

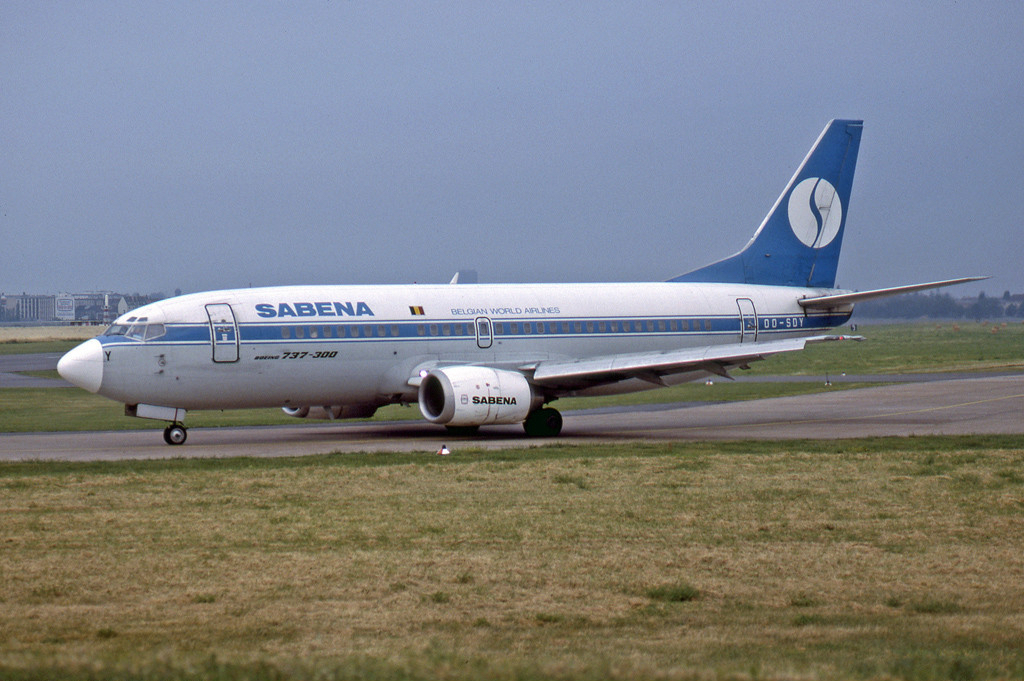
Eine Boeing 737-300 der Sabena (1994)

Für die Herausforderungen der 1990er Jahre legte sich die Sabena wieder einen neuen Namen – SABENA World Airlines – und neues Design zu. Doch die Belgier waren längst kein großer Spieler am Markt mehr und mehr denn je auf Kooperationen angewiesen. 1993 erwarb die Air France eine Minderheitsbeteiligung an der Gesellschaft, veräußerte diese jedoch kurz darauf wieder. Zwei Jahre später stieg die Swissair mit 49 Prozent bei der Sabena ein – dieses Manöver sollte beiden schließlich zum Verhängnis werden. Im Jahr 1996 erwarb die Sabena die belgische Regionalfluggesellschaft Delta Air Transport.
Die Strecke Brüssel – Bangkok flog ab den 1990er Jahren die Thai Airways International mit einer MD-11 im Codesharing mit Sabena.
Die Boeing 747-200, die seit den 1970er Jahren in Betrieb waren, wurden durch neue Airbus-A340-Langstreckenjets ersetzt. In den späten 1990ern wurde das Design erneut geändert. Bis 2001 wurde die Flotte fast vollständig auf Airbus umgestellt, als die gesamte Luftfahrtbranche im Zuge der Anschläge vom 11. September in eine tiefe Krise geriet. Zu diesem Zeitpunkt schuldete die Swissair der Sabena 84 Millionen US-Dollar, erklärte sich aber am 2. Oktober für zahlungsunfähig. Daraufhin waren die Belgier gezwungen, ihre Maschinen am Boden zu behalten, und beantragten nur einen Tag später Gläubigerschutz. Man hatte nun lediglich drei Wochen Zeit, neue Finanzquellen zu erschließen, jedoch zeigte in dieser Situation keine andere Fluggesellschaft Interesse daran, bei der Sabena einzusteigen.
So war man am 6. November 2001 gezwungen, die Liquidation zu eröffnen. Nach ihrer Insolvenz wurde der Flugbetrieb durch die Sabena-Tochtergesellschaft Delta Air Transport (DAT) fortgeführt, die Anfang 2002 den Namen SN Brussels Airlines (mittlerweile Brussels Airlines) erhielt.
Mit 2,2 Millionen Euro kaufte sich 2011 die Luxemburger Versicherungsgesellschaft Axa Assurances Vie Luxembourg von der Anklage Belgiens frei, sie habe an der Steuerhinterziehung der leitenden Manager des Unternehmens mitgewirkt.

## Ziele

### Afrika
Abidjan, Accra, Banjul, Bamako, Bujumbura, Casablanca, Conakry, Cotonou, Dakar, Douala, Entebbe, Freetown, Johannesburg, Kigali, Kinshasa, Lagos, Lomé, Luanda, Monrovia, Nairobi, Ouagadougou, Sal, Yaoundé.

### Asien
Bangkok, Beirut, Bombay, Chennai, Tel Aviv, Tokio-Narita.

### Europa
Ajaccio, Athen, Barcelona, Basel, Belfast, Berlin-Tempelhof, Bilbao, Birmingham, Bordeaux, Bologna, Bremen, Bristol, Bukarest, Budapest, Catania, Kopenhagen, Dublin, Düsseldorf, Faro, Florenz, Frankfurt, Genf, Glasgow, Hamburg, Hannover, Helsinki, Istanbul, Köln/Bonn, Leeds/Bradford, Lissabon, Ljubljana, Luxemburg, London-City, London-Gatwick, Madrid, Manchester, Mailand-Linate, Mailand-Malpensa, Moskau, München, Nantes, Neapel, Newcastle, Nizza, Nürnberg, Oslo-Gardermoen, Paris-Charles de Gaulle, Paris-Orly, Palma de Mallorca, Porto, Prag, Rom, St.-Petersburg, Sevilla, Sheffield, Sofia, Stockholm-Arlanda, Straßburg, Stuttgart, Turin, Valencia, Venedig, Verona, Wien, Warschau, Zürich.

### Nordamerika
Atlanta, Boston, Chicago-O'Hare, Cincinnati/Northern Kentucky, Dallas, Mexiko-Stadt, Toronto-Pearson, Montreal-Dorval, New York-JFK, Newark.

## Flotte (nicht vollständig)

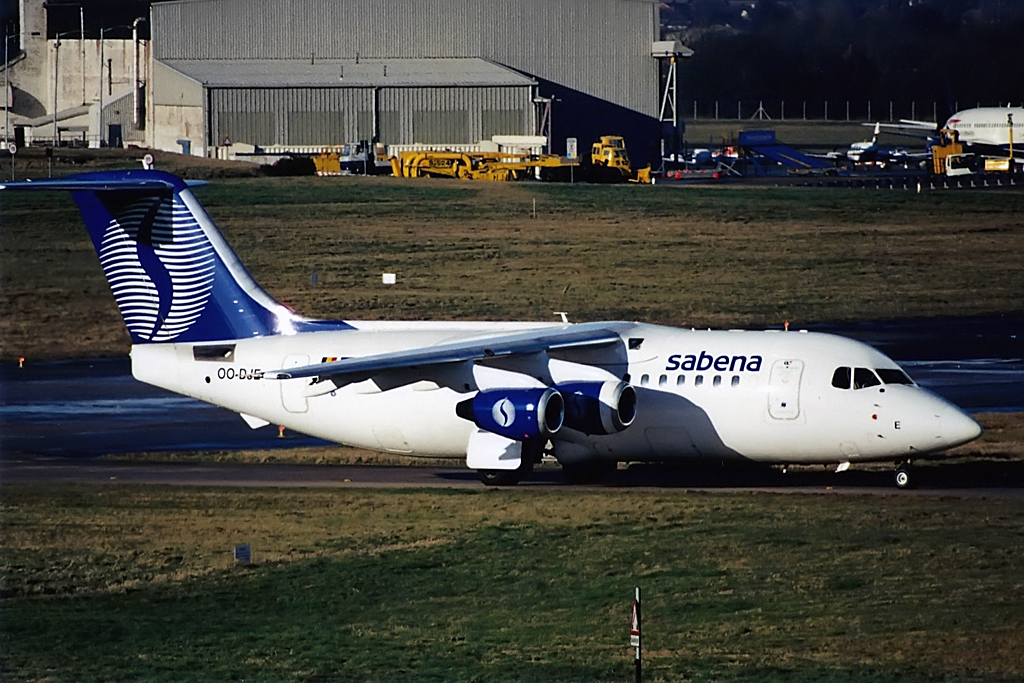
Ein BAe 146-200 der DAT betrieben für Sabena

### Flotte bei Betriebseinstellung
- 15 Airbus A319-100
- 06  Airbus A320-200
- 03  Airbus A321-200
- 06  Airbus A330-200
- 04  Airbus A330-300
- 02  Airbus A340-200
- 02  Airbus A340-300 (4 bestellt)
- 06  Boeing 737-300
- 05  Boeing 737-500
- sowie 6 BAe 146-200, 12 Avro RJ100 und 14 Avro RJ85 betrieben von der Tochtergesellschaft Delta Air Transport (DAT).

### Zuvor eingesetzte Flugzeuge

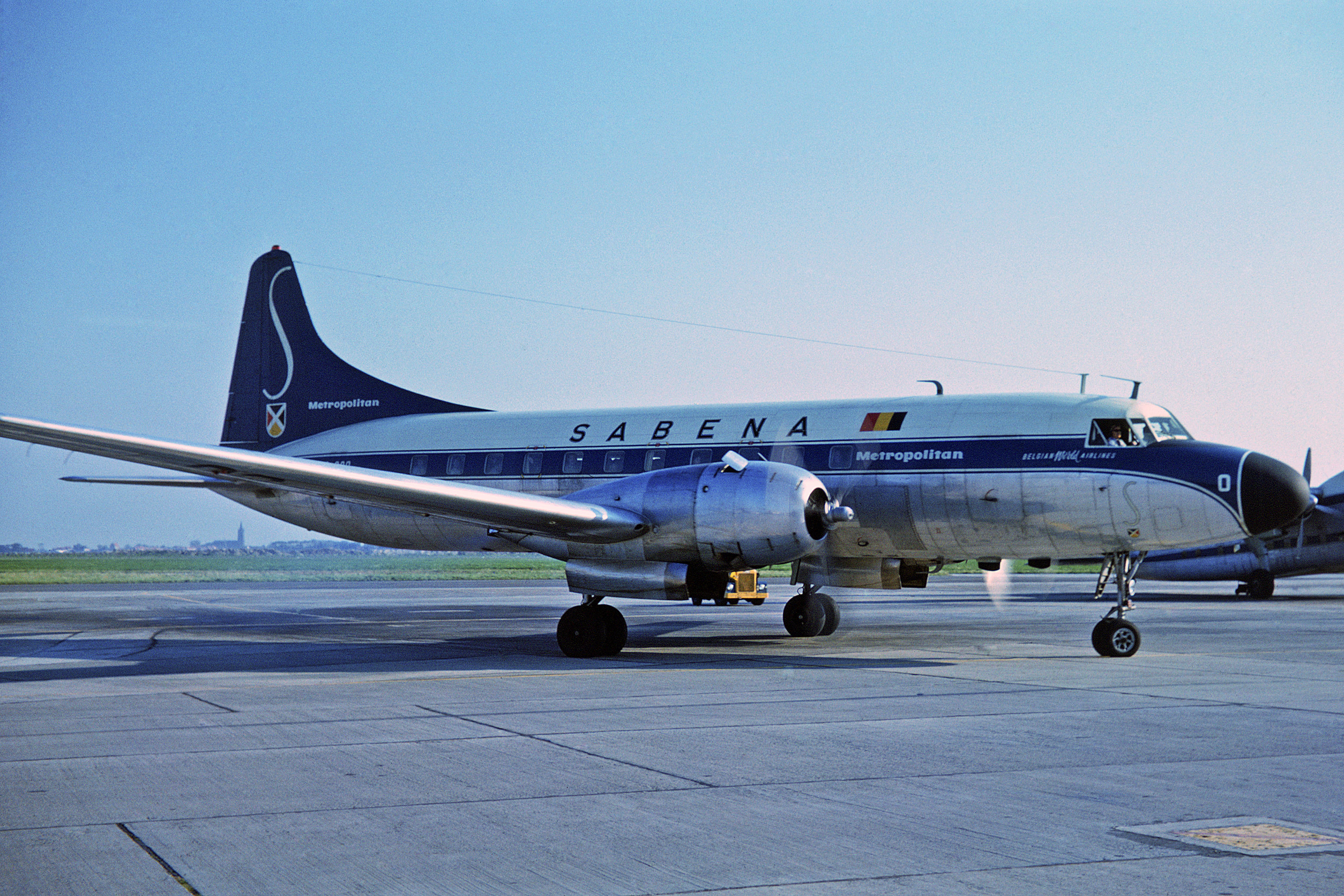
Eine Convair CV-440 der Sabena, 1963

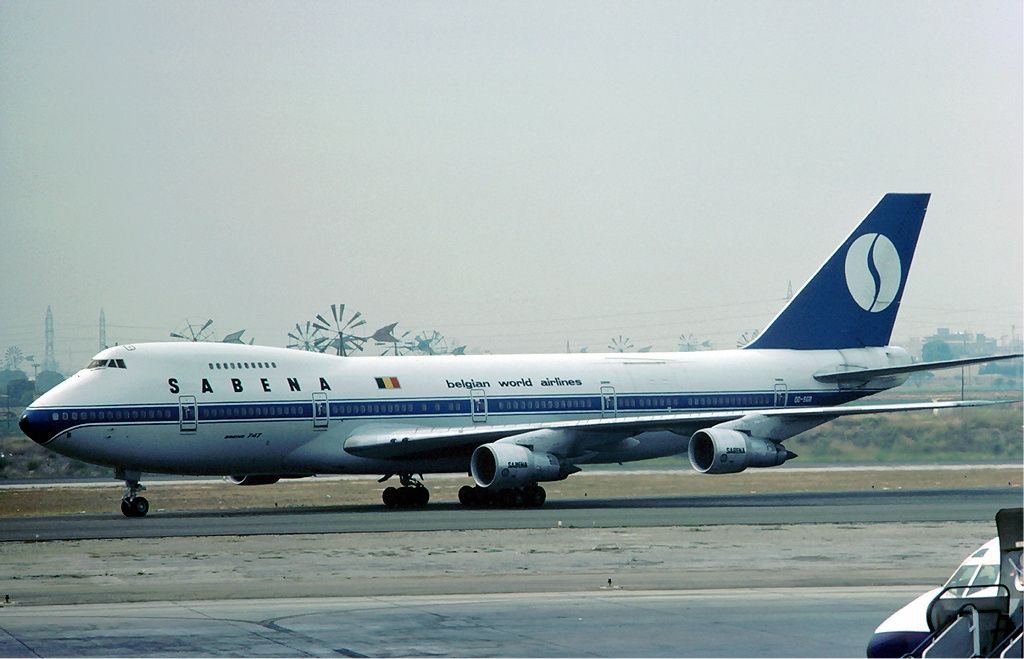
Eine Boeing 747-100 der Sabena, 1976

- Airbus A310
- BAC 1-11
- Boeing 707
- Boeing 727
- Boeing 747
- Convair CV-240
- Convair CV-440
- De Havilland DH.114 Heron
- Douglas DC-3
- Douglas DC-4
- Douglas DC-6
- Douglas DC-7
- Douglas DC-10
- Fokker F-27
- Fokker F28
- Junkers Ju 52/3m
- Lockheed Lodestar
- McDonnell Douglas MD-11
- Savoia-Marchetti SM.73
- Sud Aviation Caravelle

### Frühere Hubschraubertypen
- Sikorsky S-55
- Sikorsky S-58

## Zwischenfälle
Von 1929 bis zum Ende des Zweiten Weltkriegs gab es bei Sabena 14 Totalschäden mit 59 Todesopfern, davon allerdings vier Flugzeugverluste aufgrund von Kriegsereignissen. Sie sind in Auszügen dargestellt.

Sabena hatte von 1945 bis zur Betriebseinstellung 2001 insgesamt 25 Totalverluste zu verzeichnen, davon 17 mit insgesamt 459 Todesopfern. Dieser Teil der Liste ist vollständig.
Die Liste für Totalschäden findet sich im verlinkten Hauptartikel.